# Badminton aux Jeux panaméricains de 2019
Navigation
2015 2023
Les compétitions de badminton aux Jeux panaméricains de 2019 ont lieu du 29 juillet au 2 août 2019 à Lima, au Pérou.

## Médaillés
| Simple messieurs | Ygor Coelho (BRA)                      | Brian Yang (CAN)                  | Jason Ho-Shue (CAN)                       |  |  |  |
| Simple messieurs | Ygor Coelho (BRA)                      | Brian Yang (CAN)                  | Kevin Cordón (GUA)                        |  |  |  |
| Simple dames     | Michelle Li (CAN)                      | Rachel Honderich (CAN)            | Iris Wang (USA)                           |  |  |  |
| Simple dames     | Michelle Li (CAN)                      | Rachel Honderich (CAN)            | Nikté Sotomayor (GUA)                     |  |  |  |
|                  |                                        |                                   |                                           |  |  |  |
| Double messieurs | Canada Jason Ho-Shue Nyl Yakura        | États-Unis Phillip Chew Ryan Chew | Cuba Osleni Guerrero Leodannis Martínez   |  |  |  |
| Double messieurs | Canada Jason Ho-Shue Nyl Yakura        | États-Unis Phillip Chew Ryan Chew | Brésil Fabrício Farias Francielton Farias |  |  |  |
| Double dames     | Canada Rachel Honderich Kristen Tsai   | États-Unis Keui-Ya Chen Jamie Hsu | Brésil Tamires Santos Fabiana Silva       |  |  |  |
| Double dames     | Canada Rachel Honderich Kristen Tsai   | États-Unis Keui-Ya Chen Jamie Hsu | Brésil Jaqueline Lima Sâmia Lima          |  |  |  |
| Double mixte     | Canada Joshua Hurlburt-Yu Josephine Wu | Canada Nyl Yakura Kristen Tsai    | Brésil Fabrício Farias Jaqueline Lima     |  |  |  |
| Double mixte     | Canada Joshua Hurlburt-Yu Josephine Wu | Canada Nyl Yakura Kristen Tsai    | États-Unis Howard Shu Paula Lynn Obañana  |  |  |  |

## Tableau des médailles
| Rang | Nation     | Or | Argent | Bronze | Total |
| ---- | ---------- | -- | ------ | ------ | ----- |
| 1    | Canada     | 4  | 3      | 1      | 8     |
| 2    | Brésil     | 1  | 0      | 4      | 5     |
| 3    | États-Unis | 0  | 2      | 2      | 4     |
| 4    | Guatemala  | 0  | 0      | 2      | 2     |
| 5    | Cuba       | 0  | 0      | 1      | 1     |
|      | Total      | 5  | 5      | 10     | 20    |